# Ламекіс
«Ламекіс, або Незвичайні подорожі одного єгиптянина до центру Землі, з відкриттям острова сильфід» (фр. Lamékis ou les voyages extraordinaires un Egyptien dans la Terre intérieure. Avec la découverte de l'île des Sylphides. Enrichis de notes curieuses) — роман шевальє де Муї, що належить до жанру фантастичних подорожей.

## Видання
Перше видання виходило у восьми томах з 1735 по 1738 рік; перші чотири томи в Парижі (1735-1737), інші, у зв'язку із забороною на романи, в Гаазі (1738). Перевиданий у двох томах в серії «Уявні подорожі» (1788, томи 20 і 21). В 1736 році переведений на голландську мову (Lamekis buytengewoone reize).

## Зміст
Дія роману відбувається в далекому минулому, за цариці Семіраміді. Персонажі Стародавнього Єгипту потрапляють до різноманітних фантастичних країн. З ними трапляються пригоди,  що нагадують пригоди «Правдивій історії» Лукіана. Ускладнене оповідання включає в себе кілька сюжетних ліній.
Починається роман з пригод батька героя, єгипетського верховного жерця, якого теж звуть Ламекіс. Потім викладаються пересічні історії двох вигнанців в підземний світ з сусідніх королівств Абдаллес і Амфіклеокл, принцеси Насілдаі і принца Мотакоа, які стають друзями Ламекіса-молодшого. Вигнанці повертаються на батьківщину разом з Ламекісом, укладають шлюб і об'єднують свої королівства. На новому місці Ламекіс вчиняє злочин через ревнощі, і його виганяють. Він мандрує по світу, в тому числі здійснює небесну подорож на Острів Сильфід, і в кінці роману повертається в Абдаллес-Амфіклеокл.
Приблизно в середині роману вставлений досить довгий епізод, в якому  персонажі і скаржаться самому автору на різні неточності. Слідом за ними є філософ Дехахал з острова Сильфід, який наполягає, щоб Муї пройшов ритуал очищення. Муї відмовляється і прокидається в ліжку, стискаючи в руках таємничий рукопис, який не піддається розшифруванню. Нарешті через півроку перо автора саме по собі починає переводити її. Цей рукопис і є закінчення роману.

## Пізніші відгуки
Фламмаріон згадує роман серед інших творів на тему порожнистої землі. 
Радянський дослідник М. В. Разумовська пише: «Ця книга являє собою нагромадження неймовірних подій, і її важко віднести до розряду утопій; це навіть не пародія на утопічний роман, тому що, описуючи найбезглуздіші пригоди і самі дивовижні фантастичні країни, автор зберігає повну серйозність тону і ніби сам вірить в реальність своїх вигадок» 
На думку Михайла Назаренка, «подорож до центру Землі у романі Шарля де Муї «Ламекіс» (1735-36) є не що інше, як зрозумілі для присвячених описи містерій і Великого Діяння, сиріч виробництва золота». 

## Цікавий факт
Королівства Абдаллес і Амфіклеокл згадуються в знаменитому графічному романі Алана Мура «Ліга видатних джентльменів» (The New traveller's Almanac: Chapter Four) .